# Livet är en fest (sång)
Livet är en fest, skriven av Ulf Dageby, är en sång som spelades in av Nationalteatern 1974 på deras album Livet är en fest. 
Låten framfördes ursprungligen i en pjäs med samma namn från 1972. Pjäsen handlade om fem rollfigurer – varav tre ungdomar med namnen Greven, Plast och Clown – som gradvis sjunker ner i alkoholism. Låten med den glada feststämningen spelas i början av pjäsen när rollfigurerna är unga och har framtidstro, medan den betydligt mörkare kontrapunkten "Sent en lördag kväll" spelas i slutet av pjäsen när de blivit vuxna. När den första låten rycks ur sitt sammanhang kan den lätt uppfattas som alkoholromantisk, och det är också så den används som festmusik.

## Coverversioner
Magnus Uggla spelade 1987 in en cover på sitt coveralbum Allting som ni gör kan jag göra bättre. 
Guppy gjorde en eurodisco-version 1998.
Rally arrangerade en storbandsversion till albumet Rally presenterar lyxprogg 2002.
Lambretta har gjort en cover på låten, bland annat utgiven på samlingsalbumet Nationalsånger - Hymner från Vågen och EPAs torg (2002).
Black Jack spelade in en cover till albumet Nakna på Balkongen 2014.